# Triplophyllum fraternum
Triplophyllum fraternum är en ormbunkeart. Triplophyllum fraternum ingår i släktet Triplophyllum och familjen Tectariaceae.

## Underarter
Arten delas in i följande underarter:
- T. f. biokoense
- T. f. fraterna
- T. f. elongatum